# Leo Steinberg
Leo Steinberg (9 de julio de 1920, Moscú - 13 de marzo de 2011) fue un crítico de arte e historiador norteamericano, que se nacionalizó en los EE. UU.

## Vida
Nacido en Moscú, hijo de Isaac Nachman Steinberg, se formó en Berlín, y estudió en la Universidad de Londres, en la Slade School of Fine Art. A los veinticinco años, en 1945, se trasladó a Nueva York, y se doctoró en la Universidad de Nueva York, en el Institute of Fine Arts en 1960.
Se ganó la vida como diseñador en la Parsons The New School for Design. Luego enseñó en la City University de Nueva York y luego en la Universidad de Pensilvania como profesor "Benjamin Franklin" de Historia de Arte, desde 1975 hasta 1991.
Steinberg es conocido por sus trabajos en diversos campos de la Historia de Arte, especialmente en el Renacimiento y en el Arte moderno. En 1995-1996, enseñó en la Harvard University.
Su polémico ensayo The Sexuality of Christ in Renaissance Art and in Modern Oblivion, fue inicialmente publicado en una revista. Steinberg examina un modelo antes ignorado del arte Renacentista: la destacada representación de los genitales del niño Jesús, y las imágenes corporales de la pasión de Cristo, al final de su vida. En su versión francesa (La sexualité du Christ, Gallimard, 1987), André Chastel, en su prólogo, plantea las complejidades de este problema, sobre todo en las representaciones de la Pasión.
Se ha señalado su influjo en la crítica con estudiosos norteamericanos como Clement Greenberg y Harold Rosenberg. Pero Steinberg, que inicialmente fue un artista antes de doctorarse, se concentra en formas académicas e históricos-artísticas como son estudios sobre Borromini, Miguel Ángel y Leonardo da Vinci.
Su colección de 3200 impresos se halla, como The Leo Stenberg Collection, en el Blanton Museum of Art, University of Texas, Austin.
Sus artículos están recogidos en el Getty Museum.

## Premios
- 1983 Award in Literature from the American Academy and Institute of Arts and Letters[1]
- 1986 MacArthur Fellows Program

## Obras
- Other Criteria, 1972, ensayos.
- "Pontormo's Capponi Chapel", en Art Bulletin 56, no. 3 (1974): 385-99.
- The Sexuality of Christ in Renaissance Art and in Modern Oblivion, 1983. Aparecido inicialemnte en October, No. 25, 1983. Hay versión española.
- Leonardo's Incessant Last Supper, 2001